# Palmarès dell'Al-Ain Sports and Cultural Club
L'Al-Ain Sports and Cultural Club è una società polisportiva emiratina con sede ad al-'Ayn, fondata nel 1968 e nota principalmente per la sua sezione calcistica.
La squadra di calcio dell'Al-Ain è la più titolata degli Emirati Arabi, avendo vinto 13 campionati emiratini, 7 Coppe degli Emirati Arabi Uniti, una Coppa del Golfo Arabico e 5 Supercoppe del Golfo Arabico. In ambito internazionale ha vinto due AFC Champions League nel 2003 e nella stagione 2023-2024, unico club emiratino a riuscire nell'impresa, e una Coppa dei Campioni del Golfo nel 2001. Ha partecipato, in qualità di campione in carica del campionato del paese ospitante il torneo, alla Coppa del mondo per club FIFA 2018, dove si è classificato secondo.

## Competizioni nazionali
- Campionato emiratino: 14

1976-1977, 1980-1981, 1983-1984, 1992-1993, 1997-1998, 1999-2000, 2001-2002, 2002-2003, 2003-2004, 2011-2012, 2012-2013, 2014-2015, 2017-2018, 2021-2022
- Coppa del Presidente: 7

1998-1999, 2000-2001, 2004-2005, 2005-2006, 2008-2009, 2013-2014, 2017-2018
- UAE Super Cup: 5

1995, 2003, 2009, 2012, 2015
- Coppa di Lega (Emirati Arabi Uniti): 2

2008-2009, 2021-2022
- UAE Federation Cup: 3

1988-1989, 2004-2005, 2005-2006

## Competizioni internazionali
- AFC Champions League: 2

2002-2003, 2023-2024
- Coppa dei Campioni del Golfo: 1

2001

## Altri titoli
- Abu Dhabi Championship: 2

1973-1974, 1974-1975
- UAE Joint League: 1

1982-1983
- Emirati-Moroccan Super Cup: 1

2015

## Altri piazzamenti
- Campionato emiratino:

Secondo posto: 1993-1994, 1994-1995, 1998-1999, 2004-2005, 2015-2016, 2022-2023
Terzo posto: 1995-1996, 2008-2009, 2009-2010, 2023-2024
- Coppa del Presidente degli Emirati Arabi Uniti:

Finalista: 1978-1979, 1980-1981, 1989-1990, 1993-1994, 1994-1995, 2006-2007, 2015-2016, 2022-2023
Semifinalista: 2012-2013
- UAE FA Cup:

Semifinalista: 1999-2000
- Coppa di Lega (Emirati Arabi Uniti):

Finalista: 2010-2011, 2022-2023, 2023-2024
- AFC Champions League:

Finalista: 2016
Semifinalista: 1998-1999, 2005, 2014
- Coppa del mondo per club FIFA:

Finalista: 2018

## Competizioni giovanili
- UAE Reserve League: 4

2012-2013, 2013-2014, 2014-2015, 2018-2019
- UAE Under-19 League: 3

2013-2014, 2015-2016, 2016-2017